# Ixodes acuminatus
Espèce
Ixodes acuminatus est une espèce de tiques de la famille des Ixodidae.

## Distribution
Ixodes acuminatus est une tique présente en Europe, notamment au Sud-Ouest de l'Angleterre, dans les Îles Scilly et les îles anglo-normandes, en Belgique, en France, en Espagne, en Italie et dans la région méditerranéenne. En France, cette tique est très répandue hormis dans les régions où la température moyenne du mois de janvier est négative (dans l'Est, les Alpes du Nord et dans les Pyrénées centrales en haute altitude).
L'espèce est présente dans certains milieux forestiers (futaies de hêtres ou d’ormes, taillis de châtaigniers ou de chênes, friches à Rubus, bordure de pinèdes à pins sylvestres, galeries forestières à aulnes de ruisseaux), dans les landes, les champs de maïs, les pâturages et les pelouses alpines.

## Hôtes
Ixodes acuminatus parasite les petits insectivores, les rongeurs myomorphes, les mustélidés (belettes et Vison d'Europe par exemple) et de façon moins importante les moyens et grands carnivores (renards, et blaireau). 